# Aktaş, Akçakoca
Aktaş là một xã thuộc huyện Akçakoca, tỉnh Düzce, Thổ Nhĩ Kỳ. Dân số thời điểm năm 2010 là 137 người.